# Valdina
Valdina – miejscowość i gmina we Włoszech, w regionie Sycylia, w prowincji Mesyna.

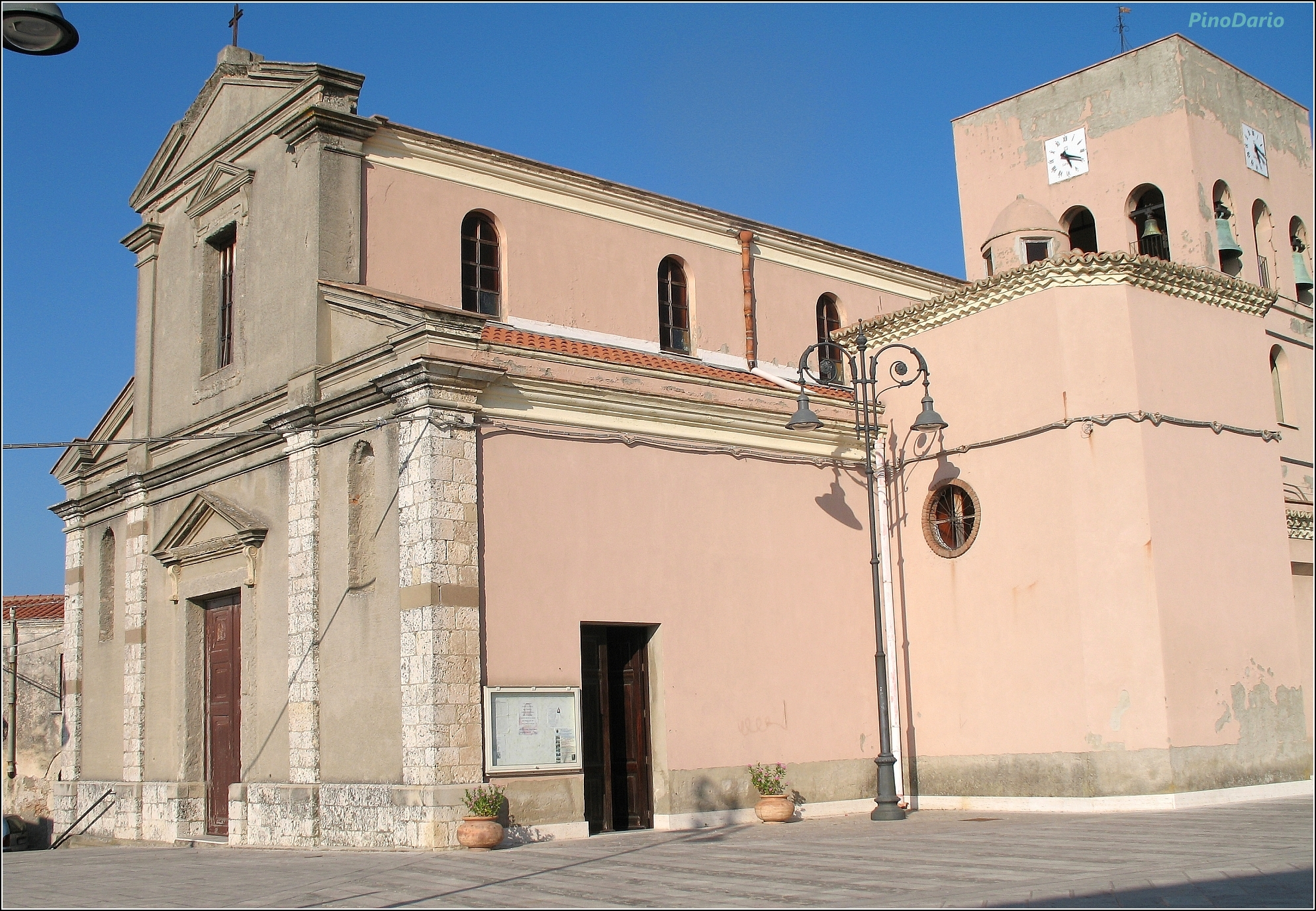
Kościół

Według danych na rok 2004 gminę zamieszkiwało 1206 osób, 603 os./km².

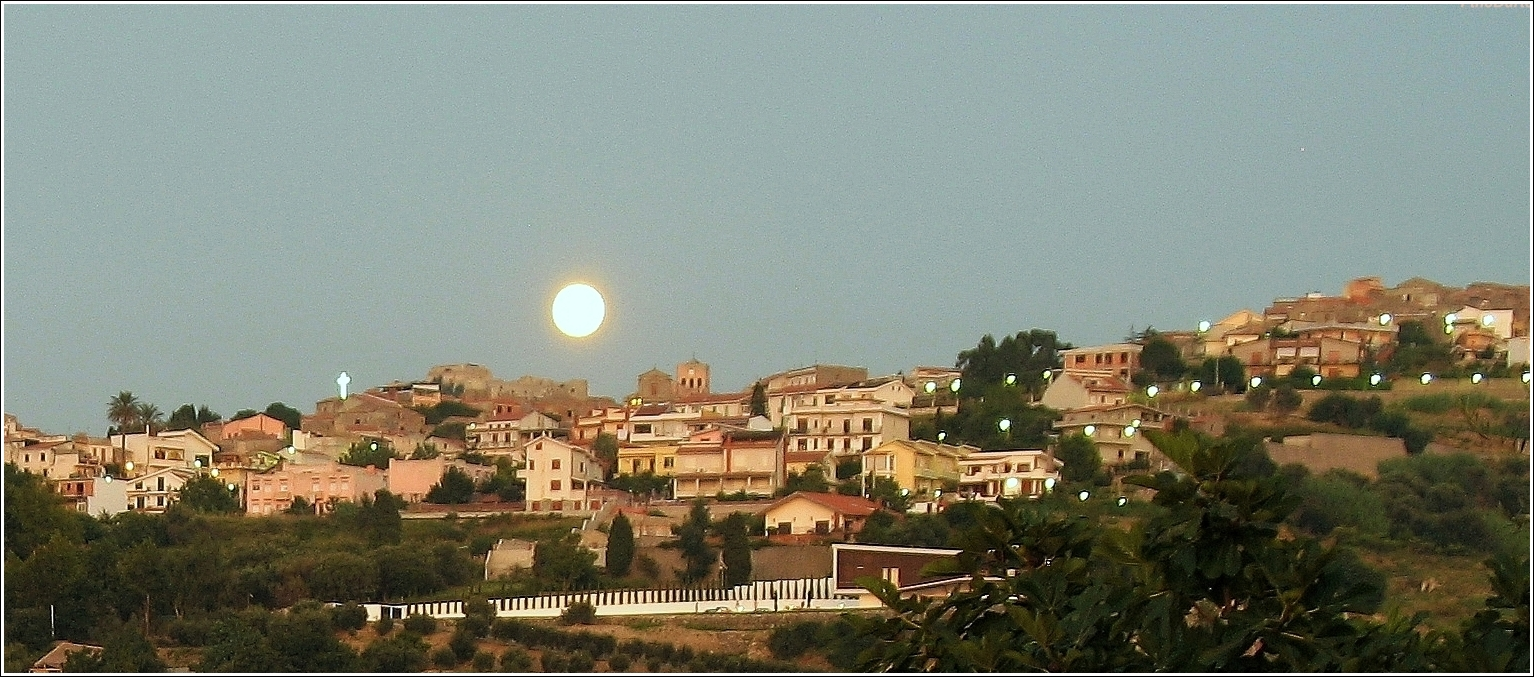
Valdina - (w tle zamek Venetico)